# Ланди-Котал
Ланди-Котал (англ. Landi Kotal) — город в Пакистане, один из самых крупных в агентстве Хайбер.

## Географическое положение
Город расположен недалеко от столицы Хайбер-Пахтухвы — Пешавара. Через Ланди-Котал проходит железная дорога.

## История
Ланди-Котал относится к западной части Хайбера, захваченной Великобританией во времена её господства на индийском субконтиненте. В 1897 году пуштунское племя афридиев из Афганистана напало на Ланди-Котал и другие города в Хайберском проходе. Несмотря на оказанное сопротивление, Ланди-Котал был захвачен. В британском контрнаступлении приняли участие 34 500 солдат под руководством сэра Уильяма Локхарта, Ланди-Котал был отбит. Во время Второй англо-афганской войны афридии вновь захватили город, впоследствии они отступили.

## Известные уроженцы
- Амир Хамза Шинвари (1907—1994) — пакистанский писатель, поэт, сценарист, драматург.